# Indigofera bainesii
Indigofera bainesii är en ärtväxtart som beskrevs av John Gilbert Baker. Indigofera bainesii ingår i släktet indigosläktet, och familjen ärtväxter. Inga underarter finns listade i Catalogue of Life.